# Загнанный в угол (фильм)
«Загнанный в угол» (англ. Cornered) — фильм нуар режиссёра Эдварда Дмитрыка, вышедший на экраны в 1945 году.
В этом триллере ветеран Второй мировой войны ведёт розыск убийцы своей невесты, сталкиваясь с фашистской организацией, окопавшейся после войны в Аргентине.
Главную роль в фильме сыграл Дик Пауэлл. Это вторая совместная работа Дмитрыка и Пауэлла после поставленного за год до этого очень успешного фильма нуар «Убийство, моя милая».

## Сюжет
В конце Второй мировой войны в Лондоне канадец, заслуженный лётчик и бывший военнопленный, лейтенант Лоренс Жерар (Дик Пауэлл) увольняется из Королевских военно-воздушных сил и оформляет паспорт, чтобы переехать во Францию для выяснения обстоятельств гибели своей невесты, которая была членом Французского сопротивления. Не в силах дождаться прохождения всех бюрократических процедур, необходимых для получения паспорта, Жерар на лодке переплывает через Ла-Манш и направляется в офис к своему тестю, местному префекту, мсье Ружону. Ружон рассказывает ему, что его дочь была одной из пятидесяти борцов Сопротивления, которые были казнены по приказу чиновника вишистского правительства Марселя Жарнака. Взбешённый Жерар клянется отомстить Жарнаку. Ружон говорит, что хотя Жарнак официально был объявлен мёртвым, он уверен, что тот ещё жив. Однако никто не знает Жарнака в лицо, и потому его тело так и не было опознано. Ружон направляет Жерара в отделение полиции в Марселе, где полиция как будто «загнала Жарнака в угол» в одном из домов в соседней деревне. Но когда Жерар вместе с полицейскими прибывают на место, все, что они видят, это обуглившиеся остатки дома. В каменной кладке Жерар находит заглавную страницу досье на Жарнака и конверт на имя мадам Мадлен Жарнак из страховой компании, расположенной в Берне. Жерар едет в Берн, появляясь в офисе страховой компании под видом друга мадам Жарнак. Хотя компания отказывается раскрыть место её нахождения, но даёт Жерару адрес для почтовой переписки. Украв из офиса фирменные бланки, Жерар пишет мадам Жарнак письмо. Затем отслеживает его прохождение, и перехватывает на почте конверт, на котором указан её конечный адрес в Буэнос-Айресе.
Жерар летит в Аргентину, где в аэропорту его неожиданно встречает дородный Мельхиор Инча (Уолтер Слезак), который почему-то знает Жерара по фамилии и предлагает услуги профессионального гида. Однако Жерар отказывается от предложения Инчи и поселяется в гостинице. В тот момент, когда Жерар разыскивает телефонный номер Мадлен Жармак, в его дверь стучит Инча, приглашая на прием к богатому промышленнику Томасу Камарго (Стивен Герей). На приеме Жерар знакомится с самим Кармаго и его супругой (Нина Вале), бельгийским банкиром Першоном (Грегори Гэй), а также с самой мадам Жарнак (Мишлин Шере). Жерар представляется сотрудником страховой компании, после чего мадам Жарнак знакомит его с настоящим представителем компании Эрнестом Дюбуа (Эдгар Барриер). Вернувшись ночью домой, мадам Жарнак видит, что её ожидает Жерар, который хочет задать ей несколько вопросов. После того, как она настаивает на том, что её муж был убит в 1943 году, Жерар обвиняет её в коллаборационизме и начинает открыто за ней следить. Придя вслед за ней в ресторан, Жерар встречает там Мануэля Сантану (Моррис Карновски), дядю Томаса Камарго, который просит оставить мадам Жарнак в покое. Когда Жерар обвиняет Сантану и Камарго в том, что они фашисты, мадам Жарнак успевает выскользнуть из ресторана и скрыться. Вернувшись в гостиницу, Жерар встречает там Инчу, который признает, что его наняли встретить его в аэропорту и предлагает организовать встречу с мадам Жарнак позднее в холле гостиницы. Так и не дождавшись мадам Жарнак, Жерар поднимается в свой номер и видит гостиничного слугу Диего (Джек Ла Ру), который переворачивает его кровать. Диего вручает ему запечатанное письмо от мадам Жарнак, в котором сообщается, что мсье Жарнак использует имя Эрнест Дюбуа, и его можно найти в доме на улице Авенида Република. Прибыв по указанному адресу, Жерар взламывает дверь и уже собирается застрелить Дюбуа, когда его кто-то бьет сзади, и он теряет сознание. Жерар приходит в себя в доме Сантаны, где видит Диего, Дюбуа и самого Сантану. После изучения записки Диего заявляет, что её писала не мадам Жарнак, и сообщает, что они ведут расследование преступной деятельности Жарнака, его фашистской группы и его связей с Камарго. Подчеркивая, что только твёрдые улики, а не чувство мести поможет совершиться правосудию над Жарнаком, Сантана предлагает Жерару работать вместе. Жерар возвращается в гостиницу и звонит Инче. Опалив пачку листов чистой бумаги, Жерар помещает сверху титульную страницу досье, которую нашёл на пепелище, и говорит Инче, что у него есть досье на Жарнака, согласно которому в его преступлениях замешан и Камарго. Вручив Инче заглавную страницу документа, Жерар говорит, что собирается запереть остальное в гостиничном сейфе и поручает Инче передать Камарго, что расскажет о его предательстве, если тот не выдаст Жарнака. Тем же вечером мадам Жарнак звонит Жерару и предлагает встретиться на железнодорожном вокзале. Там она признается, что никогда не видела Жарнака и согласилась выйти за него замуж только ради того, чтобы он вывез из Франции на лечение её больную сестру и заодно сам смог бы покинуть страну в качестве сопровождающего. Мадам Жарнак умоляет Жерара помочь вырваться из сети интриг Жарнака, но он не верит в её историю. Вернувшись в свой номер, Жерар видит Инчу, который ведёт его в гостиничный люкс Камарго. Пока миссис Камарго пытается соблазнить Жерара в своем номере, Инча взламывает гостиничный сейф в поисках досье. Поняв, что досье в сейфе нет, Инча обыскивает номер Жерара, но в этот момент появляется Диего. Инча требует, чтобы Диего выдал бумаги, и когда слуга отказывается, Инча убивает его. Жерара арестовывают как подозреваемого в убийстве Диего, но один из официантов свидетельствует, что он был с сеньорой Камарго во время убийства, а Сантана помогает снять с него все обвинения. Но поскольку у Жерара нет правильно оформленного паспорта, ему предписано покинуть страну в течение 48 часов. Когда Инча говорит Жерару, что Жарнак находится в городе и подсказывает, что мадам Жарнак может знать, где находится его офис, Жерар наносит ей визит. Сообщив Жерару, что её сестра умерла, и что Сантана согласился помочь ей покинуть страну, мадам Жарнак вспоминает название прибрежного кафе, которое Жарнак и Камарго использовали для своих встреч. Жерар срочно направляется в кафе, где его встречают Камарго и Першон. В темноте появляется Жарнак, в этот момент Першон бьет Жерара, и тот теряет сознание, но вскоре приходит в себя. Приезжает Инча, но без досье. Разгневанный Жарнак убивает его, уродуя несколькими выстрелами его лицо до неузнаваемости. Жарнак приказывает Камарго сообщить полиции, что Инча — это Жарнак, и что Жерар и Жарнак убили друг друга. Камарго отказывается, и между ними начинается ссора. В суматохе Жерар нападает на Жарнака и начинает бить его, а Камарго в этот момент убегает. Тем временем прибывшие в кафе Сантана и Дюбуа останавливают и успокаивают Жерара. Видя, что Жарнак умер, Сантана считает, что ему не удалось довести свой розыск и разоблачение фашистов до конца. Жерар достает из кармана Жарнака пачку документов. Изучив документы, Сантана говорит, что они содержат достаточные доказательства того, что Жарнак контролировал принадлежащий Камарго бизнес, и что теперь он сможет раскрыть всю организацию. Сантана клянется добиться оправдания Жерара в убийстве Жарнака и обвинить в нём коллаборационистов.

## В ролях
- Дик Пауэлл — Лоренс Жерар
- Уолтер Слезак — Мельхиор Инча
- Мишлин Шере — мадам Мадлен Жарнак
- Нина Вале — сеньора Камарго
- Моррис Карновски — Мануэль Сантана
- Эдгар Барриер — Дюбуа, страховой агент
- Стивен Герей — сеньор Томас Камарго
- Джек Ла Ру — Диего
- Грегори Гэй — Першон, бельгийский банкир и партнёр Жарнака
- Лютер Адлер — Марсель Жарнак

## Отражение исторической обстановки при создании фильма
В создании фильма принимали участие четыре человека, которые в 1950-е годы попали в «чёрный список» Голливуда — Эдвард Дмитрык, Адриан Скотт, Моррис Карновски и Лютер Адлер. Важной частью фильма стала антифашистская политическая дискуссия, отразившая идеалистические политические взгляды этой четвёрки.

## Оценка критики
Кинокритик Босли Кроутер был восхищён фильмом и актёрской игрой, написав: «„Загнанный в угол“ — это драма неослабевающей жажды мести и политических интриг, которая целенаправленно движется с нарастающим напряжением к жестокой кульминации с убийствами, эта драма более увлекательна и жестока, чем может предложить любой из фильмов за целый месяц просмотров. История проходит через Англию, Францию и Швейцарию, и в конце концов переносится в Буэнос-Айрес, где, вероятно, все сбежавшие из Европы фашисты тихо планируют возвращение к власти. Хотя история и выглядит слишком очевидно надуманной, Эдвард Дмитрык как режиссёр смог выжать каждую унцию саспенса и волнения из имеющегося материала. Каждый из актёров на своем месте и играет с великолепной энергией, а Уолтер Слезак заслуживает особого упоминания как безжалостный и беспринципный деятель, вокруг обрюзгшего тела которого вращается большая часть интриги. Мишлин Шаре вносит томное очарование в роль таинственной дамы, которая выдаёт себя за жену предположительно умершего коллаборациониста, меньшие роли также исполнены хорошо Моррисом Карновски, Джеком Ля Ру и Лютером Адлером. „Загнанный в угол“ может быть не идеален, но он является вполне удовлетворяющим зрелищем».
В рецензии на фильм Channel 4 написал: «Укрепив свою трансформацию из мягкого тенора в крутого частного детектива в „Убийстве, моя милая“ Дмитрыка год назад, Пауэлл стал ещё более суров в роли жёсткого, циничного одиночки в поисках человека, который убил его французскую жену во время Второй мировой войны… Нуаровая атмосфера удачно поддерживается на протяжении всего фильма».
«The Classic Film Guide» назвал фильм в своем обзоре неразберихой: «Сюжет столь запутан и содержит так много поворотов, что нужно сильно напрячься, чтобы за ним уследить, если вам в принципе будет достаточно интересно, чтобы пытаться сделать это. Плюс, если вы когда-либо читали романы Роберта Ладлэма (особенно „Обмен Райнеманна“), вы будете крайне разочарованы интеллектуальным уровнем (и одномерной природой) персонажа Пауэлла, и путями, которые он выбирает, чтобы воплотить в жизнь свою месть».